# مارسه آراناگا
مارسه آراناگا (کاتالونیایی: Mercè Arànega؛ ‏تلفظ در کاتالان: [məɾˈsɛ] زادهٔ ۱۹۵۷) بازیگر آرژانتینی‌تبار اهل اسپانیا است. وی برندهٔ جوایز گوناگوی از جمله «جایزه ملی تئاتر کاتالونیا»، «جایزه یادبود مارگاریدا شیرگو» و «جوایز بوتاکا برای بهترین بازیگر زن تئاتر» شده است.
از فیلم‌ها یا مجموعه‌های تلویزیونی که وی در آن‌ها نقش داشته است، می‌توان به بگو چطور شد و نان سیاه اشاره نمود.